# Ikarus 405
Ikarus 405 – 7-metrowy węgierski midibus z fabryki Ikarusa.

## Opis
Ikarus 405 jest siedmiometrowym, w średniopodłogowym (gdyż przy wejściach posiada po jednym stopniu) autobusem miejskim. Był on dostarczany i produkowany w latach 1994 – 1996. Do "czterysta-piątki" został zamontowany silnik marki Pherkins Phaser (model 135T) o mocy 137 KM. Skrzynia biegów była produkcji znanej marki Voith (model Midimat BRA 12.5). W tym modelu silnik został zamontowany pionowo, lecz nie przeszkodziło to w zamontowaniu tylnej szyby. W całym pojeździe mogą być zamontowane dwie pary drzwi. Pierwsze mogą być jedno- lub dwuskrzydłowe, przy czym podwójne są węższe od drugich drzwi mających szerokość 1,2 metra. Obie osie są produkcji firmy RABA. Dzięki swojej budowie pojazd może osiągnąć prędkość 76 km/h. Na życzenie klienta jest montowana również klimatyzacja przestrzeni pasażerskiej.

## Konstrukcja
Specyfikacja silnika i skrzyni biegów
Silnik: PERKINS 135TI Phaser EURO 2 z bezpośrednim wtryskiem ; rzędowy czterocylindrowy silnik wysokoprężny ; dostępna opcja, chłodzony powietrzem
- Pojemność skokowa: 3980 cm3 / 3,98 dm³
- Maksymalny moment obrotowy: 445 Nm (1600/min)
- Moc maksymalna: 101 kW (137 KM) (2600/min)

Skrzynia biegów: Voith Midiman BRA 12,5 hydrodynamicza przekładnia hydrokinetycza, hydrauliczny retarder, 3 +1 stopień
- Kierownica: Regulowany ZF 8090-955 Servocom kolumna kierownicy, wspomaganie kierownicy
- Hamulce: Wabco hamulce tarczowe, ABS / ASR
- Oś przednia: Raba 270
- Tylna oś: Raba 305

Obecnie w Polsce są 2 Ikarusy 405.01 zachowane jako zabytkowe:
- #6454 Klub Miłośników Komunikacji Miejskiej Warszawa;
- #6451 Muzeum Motoryzacji Otrębusy.

## Produkcja i eksploatacja
W latach 1994–1996 wyprodukowano 107 sztuk modelu 405, z czego 90 na zamówienie przedsiębiorstwa komunikacji miejskiej (BKV Budapesti Közlekedési Zrt.) w Budapeszcie. Do Polski trafiło 7 sztuk (2 sztuki do Bielska-Białej oraz 5 sztuk do Warszawy).
Autobusy są eksploatowane liniowo na Węgrzech oraz w Polsce.